# Haswell
Haswell és una població dels Estats Units a l'estat de Colorado. Segons el cens del 2000 tenia 84 habitants.

## Demografia
Segons el cens del 2000, Haswell tenia 84 habitants, 31 habitatges, i 24 famílies. La densitat de població era de 38,6 habitants per km².
Dels 31 habitatges en un 41,9% hi vivien nens de menys de 18 anys, en un 61,3% hi vivien parelles casades, en un 16,1% dones solteres, i en un 19,4% no eren unitats familiars. En el 19,4% dels habitatges hi vivien persones soles el 9,7% de les quals corresponia a persones de 65 anys o més que vivien soles. El nombre mitjà de persones vivint en cada habitatge era de 2,71 i el nombre mitjà de persones que vivien en cada família era de 3,04.
Per edats la població es repartia de la següent manera: un 33,3% tenia menys de 18 anys, un 8,3% entre 18 i 24, un 28,6% entre 25 i 44, un 16,7% de 45 a 60 i un 13,1% 65 anys o més.
L'edat mediana era de 34 anys. Per cada 100 dones de 18 o més anys hi havia 124 homes.
La renda mediana per habitatge era de 30.938 $ i la renda mediana per família de 32.500 $. Els homes tenien una renda mediana de 31.875 $ mentre que les dones 9.750 $. La renda per capita de la població era de 15.638 $. Entorn del 25% de les famílies i el 27,3% de la població estaven per davall del llindar de pobresa.

## Poblacions més properes
El següent diagrama mostra les poblacions més properes.